# Talara lepida
Talara lepida är en fjärilsart som beskrevs av William Schaus 1911. Talara lepida ingår i släktet Talara och familjen björnspinnare. Inga underarter finns listade i Catalogue of Life.